# Уяр
Уяр — город (с 1944 года) (изначально носил название станция Клюквенная) в России, административный центр Уярского района Красноярского края.
Образует муниципальное образование со статусом городского поселения город Уяр как единственный населённый пункт в его составе. В рамках административно-территориального устройства соответствует административно-территориальной единице город Уяр.

## Этимология
Название происходит от реки Уяр, вблизи которой и было расположено поселение, гидроним Уяр, в свою очередь, происходит от искажённого др. тюркского ой яма.

## География
Город расположен в предгорьях Восточного Саяна, на реке Уярке (бассейн Енисея), на Московском автомобильном тракте, в 132 км к востоку от краевого центра города Красноярска, железнодорожный узел на Транссибирской магистрали.
Территория 58 км².

## История
Первое поселение на месте современного города было основано в 1760 году (по другим данным в 1734 году).
В 1760 построены почтовая станция и ямская изба. Поселение разрасталось за счёт переселенцев из Латвии, Украины, Поволжья, Орловской губернии. В списке 1859 года значится деревня Уярская при реке Уяр.
В конце XIX в. в связи со строительством Транссиба образована железнодорожная станция Уярская, в 1897 переименованная в станцию Ольгино, затем в станцию Клюквенная (по имени инженера-путейца). В 1973 году возвращено первоначальное название Уяр..
В 1874 году в Уяре проживало 1060 человек.
Постепенно станция и село Уяр слились в один населённый пункт. В годы Гражданской войны в районе села действовал Клюквенский фронт, который вёл ожесточённые бои с белочехами.
1 июля 1934 года Президиум ВЦИК постановил преобразовать селение Уяр (с селением Клюквенное при железнодорожной станции того же имени Томской ЖД) в рабочий посёлок Уяр.
В 1944 году по указу властей РСФСР рабочий посёлок получил статус города районного подчинения.
В послевоенные годы в городе построили завод железобетонных конструкций, асфальтобетонный завод, кинотеатры, многоквартирные жилые дома и другие социально-административные объекты.
В мае 2022 года в городе произошёл пожар, уничтоживший 201 дом.

## Население
| 1874    | 1939    | 1959    | 1967    | 1970    | 1979    | 1989    | 1992    | 1996    |
| ------- | ------- | ------- | ------- | ------- | ------- | ------- | ------- | ------- |
| 1100    | ↗15 347 | ↗21 646 | ↘20 000 | ↗20 581 | ↘18 028 | ↘17 040 | ↘17 000 | ↘16 600 |
| 1998    | 2000    | 2001    | 2002    | 2003    | 2005    | 2006    | 2007    | 2008    |
| ↘16 300 | ↘15 900 | ↘15 800 | ↘13 807 | ↘13 800 | ↘13 300 | ↘13 100 | ↘12 900 | ↘12 600 |
| 2009    | 2010    | 2011    | 2012    | 2013    | 2014    | 2015    | 2016    | 2017    |
| ↘12 518 | ↗12 665 | ↗12 700 | ↘12 485 | ↘12 444 | ↘12 319 | ↘12 295 | ↘12 209 | ↘12 074 |
| 2018    | 2019    | 2020    | 2021    |         |         |         |         |         |
| ↘11 954 | ↗11 981 | ↘11 948 | ↗12 036 |         |         |         |         |         |

На 1 января 2025 года по численности населения город находился на 865-м месте из 1124 городов Российской Федерации.

## Местное самоуправление
Уярский городской совет V созыва
Дата избрания: 14.03.2010. Срок полномочий: 5 лет. Количество депутатов: 15
Глава муниципального образования
- Прищепко Валерий Николаевич. Дата избрания: 04.05.2018. Срок полномочий: 5 лет

## Образование
В Уяре находятся несколько средних профессиональных учебных заведений (профессионально-техническое училище, сельскохозяйственный техникум);
4 средних общеобразовательных школы (Школа № 2, Школа № 3, Школа № 4, Школа № 40,) + Уярская школа-интернат;
6 дошкольных образовательных учреждений (Детский сад «Улыбка», Детский сад «Колобок», Детский сад «Солнышко», Детский сад № 189 РЖД, Детский сад «Малышок», Детский сад «Теремок»);
Центр дополнительного образования «Пионер».

## Культура

### Благоустройство
В рамках федерального проекта «Формирования комфортной городской среды» северную и южную части центрального парка в городе Уяр благоустроили в период с 2018 по 2019 года. Так, в 2018 году в парке установили волейбольно-баскетбольную и танцевальную площадки, новые скамейки и урны, также в парке появилась велодорожка. Уже в 2019 году общественное пространство дополнили зоны для активного отдыха для детей и молодежи, включая воркаут-площадку, качели и беседки. Появились и новые пешеходные дорожки, а также прогулочные тропы..
Проект благоустройства центрального парка в Уяре вошел в реестр лучших практик создания комфортной городской среды Минстроя России в 2019 году.

### Культурные учреждения
В городе осуществляют свою деятельность сеть культурно-досуговых учреждений, среди них: Межпоселенческая клубная система, Уярский городской дом культуры, 3D кинозал «Притяжение» и др.
С 1959 года в городе действует Уярский народный театр;
В Уяре работает краеведческий музей городской библиотеки;
Библиотеки (Центральная городская, РЖД).

### Достопримечательности
Кирпичная водонапорная башня (1912 года постройки) полностью отстроенная вручную местными жителями. Она ещё раз показывает единость духа немалого количества людей, так или иначе принявших участие в «написании» истории Уяра, и, поэтому, производит сильное впечатление на смотрящего;
Мемориал в честь памяти воинов, погибших в годы Великой Отечественной войны;
Мемориальный комплекс «Танк Победы»;
Закладной камень маршалу Кулешову;
Спасо-Преображенский собор (1874 г.).

## Здравоохранение
В городе действует Уярская центральная районная больница, поликлиники, ветеринарные клиники, аптеки и пр.

## Спорт
Спортивный комплекс «Олимп»;
Спортивная школа «Юность»;
Стадион «Локомотив».

## Экономика
В 1926 году на базе Клюквенского завода огнеупорных материалов, открытого в том же году на базе открытых залежей тугоплавких глин, и Уярского завода ЖБК было открыто предприятие «Уяржелезобетон». АО «Уяржелезобетон» занимается производством конструкций и изделий из бетона и сборного железобетона для использования в строительстве.
С 1948 года в Уяре действует цех щипки слюды, перестроившийся в Уярскую слюдяную фабрику. В конце 1990-х фабрика прекратила свое существование.
В городе действует ряд предприятий: кирпичный завод (открытый в 1922 году), асфальтобетонный завод (действующий с 1975 года), керамический завод, Уярское ПМК, лесхоз.
Ещё одной развитой областью в современном Уяре является пищевая промышленность, состоящая из ряда предприятий и производств: АО "Молочный завод «Уярочка», аграрно-производственный комплекс «Уярский» (мясокомбинат), хлебозавод.
В 2006 году в Уяре введена в эксплуатацию нефтеперекачивающая станция, законсервированная в 1982 году.
Проектируется нефтеперерабатывающий завод мощностью до 150 тысяч тонн бензина.
В окрестностях города располагаются крупные залежи минеральных строительных материалов (каолины, огнеупорные глины, граниты).
В Уярском районе выращивают зерновые и кормовые культуры. Разводят крупный рогатый скот, свиней.

## Транспорт
Железнодорожная станция на Транссибирской магистрали.
К городу подходит 56-километровая железнодорожная ветка Саянская — Уяр, соединяющая Южно-Сибирскую и Транссибирскую железнодорожные магистрали. Ветка завершает железнодорожное «кольцо» Уяр — Красноярск — Ачинск — Абакан — Саянская — Уяр, объединяющее в единое целое наиболее развитую часть края. Уяр лежит на Московском тракте, через него проходит Транссибирский нефтепровод.
С автостанции города регулярно отправляются автобусы в города Красноярск, Канск, Иланский, Тайшет; сёла Запасной Имбеж, Партизанское, Вершино-Рыбное.
Внутригородской транспорт представлен автобусами и маршрутными такси:
Автобусы
№ 2 (Железнодорожный вокзал — ЦРБ — Школа № 4 — АТП),
№ 4 (Железнодорожный вокзал — ЦРБ — Нефтепровод).
Маршрутные такси
№ 1 (Депо — Калинина),
№ 5 (МУП «ГКХ» — Искра).